# 파푸아뉴기니 내셔널 사커 리그
파푸아뉴기니 내셔널 사커 리그는 파푸아뉴기니의 최상위 축구리그이다.

## 순위
1. 헤카리 유나이티드
2. 이스턴 스타즈
3. 토코코 유니버시티
4. 베스타 피엔지 유나이티드 에프시
5. 페트로 사우스
6. 매당 폭스
7. 기기라 라이테포 모로베

## 강팀
PRK 헤카리 유나이티드는 2010년 12월 아랍에미리트 아부다비에서 열린 FIFA 클럽 월드컵에서 아랍에미리트의 알 와다와 플레이오프를 치렀으며 오스트레일리아와 뉴질랜드를 제외한 남태평양 국가의 축구 클럽으로는 처음으로 FIFA 클럽 월드컵에 출전한 클럽이다.